# Wereldbeker bobsleeën 2012/2013
De wereldbeker bobsleeën in het seizoen 2012/2013 (officieel: Viessmann FIBT Bob & Skeleton World Cup 2012/2013) liep van 9 november 2012 tot en met 17 februari 2013. De competitie werd georganiseerd door de FIBT, gelijktijdig met de wereldbeker skeleton.
De competitie omvatte dit seizoen negen wedstrijden in de drie traditionele onderdelen van het bobsleeën. Bij de mannen de twee- en viermansbob en bij de vrouwen de tweemansbob. Daarnaast werden er wedstrijden georganiseerd voor landenteams welke bestaan uit bobslee en skeletonruns.
De titels gingen naar de piloten Lyndon Rush (Canada, tweemansbob) en Aleksandr Zoebkov (Rusland, viermansbob) bij de mannen en Kaillie Humphries (Canada, tweemansbob) bij de vrouwen.
De achtste wereldbekerwedstrijd in Igls gold voor de Europese deelnemers tevens als het Europees kampioenschap.

## Wereldbeker punten
De eerste 30 in het dagklassement krijgen punten voor het wereldbekerklassement toegekend. De top 20 na de eerste run gaan verder naar de tweede run, de overige deelnemers krijgen hun punten toegekend op basis van hun klassering na de eerste run. De onderstaande tabel geeft de punten per plaats weer.
| Klassering = punten                          | Klassering = punten                           | Klassering = punten                               | Klassering = punten                          | Klassering = punten                          | Klassering = punten                          |
| -------------------------------------------- | --------------------------------------------- | ------------------------------------------------- | -------------------------------------------- | -------------------------------------------- | -------------------------------------------- |
| 1e = 225 2e = 210 3e = 200 4e = 192 5e = 184 | 6e = 176 7e = 168 8e = 160 9e = 152 10e = 144 | 11e = 136 12e = 128 13e = 120 14e = 112 15e = 104 | 16e = 96 17e = 88 18e = 80 19e = 74 20e = 68 | 21e = 62 22e = 56 23e = 50 24e = 45 25e = 40 | 26e = 36 27e = 32 28e = 28 29e = 24 30e = 20 |

## Tweemansbob (m)

### Uitslagen
| Datum | Plaats                           | Eerste                                                                              | Tweede                                        | Derde                                          |
| ----- | -------------------------------- | ----------------------------------------------------------------------------------- | --------------------------------------------- | ---------------------------------------------- |
| 09/11 | Lake Placid                      | Verenigde Staten Steven Holcomb Steven Langton                                      | Verenigde Staten Cory Butner Charles Berkeley | Duitsland Francesco Friedrich Gino Gerhardi    |
| 17/11 | Park City                        | Verenigde Staten Steven Holcomb Curtis Tomasevicz                                   | Verenigde Staten Cory Butner Charles Berkeley | Duitsland Francesco Friedrich Gino Gerhardi    |
| 24/11 | Whistler Whistler Sliding Centre | Verenigde Staten Steven Holcomb Steven Langton                                      | Canada Lyndon Rush Lascelles Brown            | Duitsland Francesco Friedrich Gino Gerhardi    |
| 24/11 | Whistler Whistler Sliding Centre | Verenigde Staten Steven Holcomb Steven Langton                                      | Canada Lyndon Rush Lascelles Brown            | Rusland Aleksandr Zoebkov Dmitri Troenenkov    |
| 08/12 | Winterberg                       | Zwitserland Beat Hefti Thomas Lamparter                                             | Rusland Aleksandr Zoebkov Dmitri Troenenkov   | Canada Lyndon Rush Jesse Lumsden               |
| 15/12 | La Plagne                        | Canada Lyndon Rush Jesse Lumsden                                                    | Zwitserland Beat Hefti Alex Baumann           | Verenigde Staten Steven Holcomb Steven Langton |
| 05/01 | Altenberg                        | Duitsland Thomas Florschütz Kevin Kuske Duitsland Francesco Friedrich Jannis Bäcker | -                                             | Duitsland Manuel Machata Christian Poser       |
| 12/01 | Königssee                        | Canada Lyndon Rush Jesse Lumsden                                                    | Letland Oskars Melbārdis Daumants Dreiškens   | Duitsland Francesco Friedrich Gino Gerhardi    |
| 19/01 | Igls                             | Zwitserland Beat Hefti Thomas Lamparter                                             | Duitsland Thomas Florschütz Kevin Kuske       | Duitsland Francesco Friedrich Jannis Bäcker    |
| 16/02 | Sotsji                           | Zwitserland Beat Hefti Thomas Lamparter                                             | Duitsland Thomas Florschütz Andreas Bredau    | Letland Oskars Melbārdis Daumants Dreiškens    |

#### Eindstand
Top 20
| #  | Naam                | Land | LKP | PKC | WHI | WIN | LPL | ALT | KON | IGL | SOC | Punten |
| -- | ------------------- | ---- | --- | --- | --- | --- | --- | --- | --- | --- | --- | ------ |
| 1  | Lyndon Rush         | CAN  | 7   | 20  | 2   | 3   | 1   | 4   | 1   | 6   | 4   | 1656   |
| 2  | Oskars Melbārdis    | LAT  | 8   | 4   | 14  | 7   | 5   | 5   | 2   | 4   | 3   | 1602   |
| 3  | Manuel Machata      | GER  | 4   | 6   | 7   | 6   | 11  | 3   | 6   | 13  | 8   | 1504   |
| 4  | Steven Holcomb      | USA  | 1   | 1   | 1   | 5   | 3   | —   | 8   | 14  | 12  | 1459   |
| 5  | Aleksandr Zoebkov   | RUS  | 9   | 6   | 3   | 2   | 10  | —   | 4   | 7   | 4   | 1434   |
| 6  | Francesco Friedrich | GER  | 3   | 3   | 3   | —   | —   | 1   | 3   | 3   | 10  | 1369   |
| 7  | Simone Bertazzo     | ITA  | 12  | 5   | 12  | 8   | 4   | 6   | 17  | 10  | 13  | 1320   |
| 8  | Cory Butner         | USA  | 2   | 2   | 10  | 9   | 12  | —   | 12  | 5   | 9   | 1308   |
| 9  | Thomas Florschütz   | GER  | —   | —   | —   | 4   | 6   | 1   | 5   | 2   | 2   | 1197   |
| 10 | Christopher Spring  | CAN  | 13  | 8   | 5   | 10  | 15  | —   | 11  | 8   | 6   | 1184   |
| 11 | Beat Hefti          | SUI  | —   | —   | —   | 1   | 2   | —   | 7   | 1   | 1   | 1053   |
| 12 | Nick Cunningham     | USA  | 5   | 15  | 9   | 13  | 14  | —   | 15  | 9   | 14  | 1040   |
| 13 | Rico Peter          | SUI  | 14  | 10  | 16  | 14  | 17  | —   | 9   | 15  | 7   | 976    |
| 14 | John James Jackson  | GBR  | 23  | 9   | 15  | 14  | 8   | 11  | 19  | 21  | 16  | 946    |
| 15 | Justin Kripps       | CAN  | 15  | 14  | 12  | 12  | 16  | —   | 10  | 11  | 18  | 928    |
| 16 | Alexander Kasjanov  | RUS  | dsq | 17  | 8   | —   | 7   | —   | 14  | 12  | 11  | 792    |
| 17 | Edwin van Calker    | NED  | 6   | 12  | dns | 20  | 9   | —   | 23  | 20  | 15  | 746    |
| 18 | Jürgen Loacker      | AUT  | 17  | 19  | 18  | 17  | 19  | 10  | 25  | 18  | 22  | 724    |
| 19 | Loic Costerg        | FRA  | 20  | 18  | 19  | —   | 21  | 8   | 21  | 16  | 19  | 676    |
| 20 | Ivo de Bruin        | NED  | 11  | 11  | —   | 17  | 13  | —   | 21  | —   | 21  | 604    |

## Viermansbob (m)

### Uitslagen
| Datum | Plaats                           | Eerste                                                                         | Tweede                                                                         | Derde                                                                          |
| ----- | -------------------------------- | ------------------------------------------------------------------------------ | ------------------------------------------------------------------------------ | ------------------------------------------------------------------------------ |
| 09/11 | Lake Placid                      | Rusland Aleksandr Zoebkov Aleksej Negodajlo Dmitri Troenenkov Maksim Mokroesov | Verenigde Staten Steven Holcomb Justin Olsen Steven Langton Curtis Tomasevicz  | Verenigde Staten Nick Cunningham Adam Clark Andreas Drbal Christopher Fogt     |
| 17/11 | Park City                        | Rusland Aleksandr Zoebkov Aleksej Negodajlo Dmitri Troenenkov Maksim Mokroesov | Verenigde Staten Steven Holcomb Justin Olsen Steven Langton Curtis Tomasevicz  | Duitsland Manuel Machata Gregor Bermbach Jan Speer Christian Poser             |
| 24/11 | Whistler Whistler Sliding Centre | Rusland Aleksandr Zoebkov Aleksej Negodajlo Dmitri Troenenkov Maksim Mokroesov | Rusland Aleksandr Kasjanov Maksim Beloegin Ilvir Choezin Nikolaj Chrenkov      | Canada Christopher Spring Timothy Randall Adam Rosenke Ben Coakwell            |
| 08/12 | Winterberg                       | Rusland Aleksandr Zoebkov Aleksej Negodajlo Dmitri Troenenkov Maksim Mokroesov | Duitsland Maximilian Arndt Alex Mann Alexander Rödiger Martin Putze            | Letland Oskars Melbārdis Daumants Dreiškens Arvis Vilkaste Intars Dambis       |
| 15/12 | La Plagne                        | Zwitserland Beat Hefti Alex Baumann Thomas Lamparter Jürg Egger                | Rusland Aleksandr Zoebkov Aleksej Negodajlo Dmitri Troenenkov Maksim Mokroesov | Rusland Aleksandr Kasjanov Ilvir Choezin Maksim Beloegin Petr Moisejev         |
| 05/01 | Altenberg                        | Duitsland Maximilian Arndt Marko Huebenbecker Alexander Rödiger Martin Putze   | Duitsland Manuel Machata Alex Mann Jan Speer Christian Poser                   | Duitsland Thomas Florschütz Andreas Bredau Kevin Kuske Thorsten Margis         |
| 12/01 | Königssee                        | Rusland Aleksandr Zoebkov Aleksej Negodajlo Dmitri Troenenkov Maksim Mokroesov | Duitsland Maximilian Arndt Marko Huebenbecker Alexander Rödiger Martin Putze   | Duitsland Thomas Florschütz Andreas Bredau Kevin Kuske Thomas Blaschek         |
| 19/01 | Igls                             | Duitsland Maximilian Arndt Marko Huebenbecker Alexander Rödiger Martin Putze   | Zwitserland Beat Hefti Alex Baumann Thomas Lamparter Juerg Egger               | Duitsland Thomas Florschütz Andreas Bredau Kevin Kuske Thomas Blaschek         |
| 16/02 | Sotsji                           | Letland Oskars Melbārdis Daumants Dreiškens Arvis Vilkaste Intars Dambis       | Duitsland Thomas Florschütz Ronny Listner Andreas Bredau Thomas Blaschek       | Rusland Aleksandr Zoebkov Aleksej Negodajlo Dmitri Troenenkov Maksim Mokroesov |
| 16/02 | Sotsji                           | Letland Oskars Melbārdis Daumants Dreiškens Arvis Vilkaste Intars Dambis       | Duitsland Thomas Florschütz Ronny Listner Andreas Bredau Thomas Blaschek       | Rusland Alexander Kasjanov Ilvir Khuzin Maxim Belugin Kirill Antukh            |

#### Eindstand
Top 20
| #  | Naam                | Land | LKP | PKC | WHI | WIN | LPL | ALT | KON | IGL | SOC | Punten |
| -- | ------------------- | ---- | --- | --- | --- | --- | --- | --- | --- | --- | --- | ------ |
| 1  | Aleksandr Zoebkov   | RUS  | 1   | 1   | 1   | 1   | 2   | —   | 1   | 4   | 3   | 1727   |
| 2  | Oskars Melbārdis    | LAT  | 8   | 10  | 9   | 3   | 5   | 4   | 5   | 5   | 1   | 1625   |
| 3  | Manuel Machata      | GER  | 4   | 3   | 6   | 9   | 10  | 2   | 4   | 6   | 9   | 1594   |
| 4  | Maximilian Arndt    | GER  | 9   | 4   | 7   | 2   | 4   | 1   | 2   | 1   | —   | 1574   |
| 5  | John James Jackson  | GBR  | 7   | 6   | 5   | 8   | 8   | 11  | 10  | 6   | 5   | 1488   |
| 6  | Steven Holcomb      | USA  | 2   | 2   | 4   | 6   | 7   | —   | 7   | 17  | 11  | 1348   |
| 7  | Lyndon Rush         | CAN  | 6   | 12  | 8   | 13  | 19  | 6   | 9   | 10  | 18  | 1216   |
| 8  | Alexander Kasjanov  | RUS  | 13  | 7   | 2   | —   | 3   | —   | 6   | 14  | 3   | 1186   |
| 9  | Thomas Florschütz   | GER  | —   | —   | —   | 4   | 9   | 3   | 3   | 3   | 2   | 1154   |
| 10 | Nick Cunningham     | USA  | 3   | 5   | 11  | 11  | 12  | —   | 21  | 20  | 13  | 1034   |
| 11 | Jürgen Loacker      | AUT  | 15  | 15  | 15  | 12  | 13  | 8   | 14  | 21  | 15  | 998    |
| 12 | Rico Peter          | SUI  | 12  | 16  | 14  | 15  | 6   | —   | 7   | 18  | 13  | 984    |
| 13 | Christopher Spring  | CAN  | 10  | 8   | 3   | 22  | 18  | —   | 21  | 24  | 7   | 915    |
| 14 | Beat Hefti          | SUI  | —   | —   | —   | 5   | 1   | —   | 11  | 2   | 10  | 899    |
| 15 | Simone Bertazzo     | ITA  | 19  | 20  | 12  | 21  | 16  | 7   | 20  | 15  | 16  | 864    |
| 16 | Justin Kripps       | CAN  | 16  | 19  | 13  | 10  | 14  | —   | 12  | 22  | 20  | 798    |
| 17 | Dmitry Abramovitch  | RUS  | —   | —   | —   | 7   | 14  | —   | 13  | 8   | 8   | 720    |
| 18 | Edwin van Calker    | NED  | 11  | 11  | dns | 20  | 20  | —   | 16  | 13  | 17  | 712    |
| 19 | Jan Vrba            | CZE  | 14  | 17  | 20  | —   | —   | 5   | —   | 12  | 19  | 654    |
| 20 | Francesco Friedrich | GER  | 5   | 13  | 10  | —   | —   | —   | —   | —   | 6   | 624    |

## Tweemansbob (v)

### Uitslagen
| Datum | Plaats                           | Eerste                                         | Tweede                                       | Derde                                              |
| ----- | -------------------------------- | ---------------------------------------------- | -------------------------------------------- | -------------------------------------------------- |
| 09/11 | Lake Placid                      | Canada Kaillie Humphries Chelsea Valois        | Verenigde Staten Jazmine Fenlator Lolo Jones | Verenigde Staten Elana Meyers Tianna Madison       |
| 17/11 | Park City                        | Canada Kaillie Humphries Chelsea Valois        | Duitsland Sandra Kiriasis Franziska Bertels  | Duitsland Cathleen Martini Stephanie Schneider     |
| 24/11 | Whistler Whistler Sliding Centre | Canada Kaillie Humphries Chelsea Valois        | Zwitserland Fabienne Meyer Elisabeth Graf    | Duitsland Sandra Kiriasis Berit Wiacker            |
| 08/12 | Winterberg                       | Canada Kaillie Humphries Chelsea Valois        | Verenigde Staten Elana Meyers Katie Eberling | Duitsland Anja Schneiderheinze Stephanie Schneider |
| 15/12 | La Plagne                        | Canada Kaillie Humphries Chelsea Valois        | Verenigde Staten Jamie Greubel Emily Azevedo | Verenigde Staten Elana Meyers Katie Eberling       |
| 05/01 | Altenberg                        | Duitsland Cathleen Martini Stephanie Schneider | Duitsland Sandra Kiriasis Franziska Bertels  | Canada Kaillie Humphries Chelsea Valois            |
| 12/01 | Königssee                        | Canada Kaillie Humphries Chelsea Valois        | Duitsland Cathleen Martini Janine Tischer    | Duitsland Sandra Kiriasis Berit Wiacker            |
| 19/01 | Igls                             | Duitsland Sandra Kiriasis Franziska Bertels    | Canada Kaillie Humphries Chelsea Valois      | Verenigde Staten Jazmine Fenlator Aja Evans        |
| 16/02 | Sotsji                           | Duitsland Sandra Kiriasis Franziska Bertels    | Verenigde Staten Elana Meyers Aja Evans      | Canada Kaillie Humphries Chelsea Valois            |

#### Eindstand
Top 20
| #  | Naam                  | Land | LKP | PKC | WHI | WIN | LPL | ALT | KON | IGL | SOC | Punten |
| -- | --------------------- | ---- | --- | --- | --- | --- | --- | --- | --- | --- | --- | ------ |
| 1  | Kaillie Humphries     | CAN  | 1   | 1   | 1   | 1   | 1   | 3   | 1   | 2   | 3   | 1960   |
| 2  | Sandra Kiriasis       | GER  | 5   | 2   | 3   | 9   | 4   | 2   | 3   | 1   | 1   | 1798   |
| 3  | Cathleen Martini      | GER  | 7   | 3   | 5   | 8   | 6   | 1   | 2   | 6   | 4   | 1691   |
| 4  | Anja Schneiderheinze  | GER  | 8   | 11  | 7   | 3   | 5   | 5   | 9   | 4   | 8   | 1536   |
| 5  | Esmé Kamphuis         | NED  | 10  | 7   | 4   | 5   | 13  | 4   | 4   | 8   | 11  | 1488   |
| 6  | Elana Meyers          | USA  | 3   | 8   | 10  | 2   | 3   | —   | 8   | 5   | 2   | 1468   |
| 7  | Fabienne Meyer        | SUI  | 13  | 10  | 2   | 6   | 9   | 9   | 5   | 11  | 5   | 1458   |
| 8  | Christina Hengster    | AUT  | 4   | 6   | 8   | 6   | 7   | 6   | 14  | 10  | 18  | 1384   |
| 9  | Paula Walker          | GBR  | 6   | 9   | 6   | 10  | 10  | 13  | 7   | 7   | 16  | 1344   |
| 10 | Jamie Greubel         | USA  | 9   | 4   | 11  | 4   | 2   | —   | 11  | 9   | 9   | 1322   |
| 11 | Jazmine Fenlator      | USA  | 2   | 5   | 9   | 13  | 8   | —   | 10  | 3   | 13  | 1290   |
| 12 | Olga Stulneva         | RUS  | 12  | 15  | 12  | 11  | 11  | —   | 13  | 12  | 7   | 1048   |
| 13 | Jennifer Ciochetti    | CAN  | 11  | 12  | 13  | 12  | 12  | —   | 17  | 14  | 6   | 1016   |
| 14 | Astrid Radjenovic     | AUS  | 15  | 14  | 14  | 15  | 17  | 7   | 14  | 17  | 15  | 992    |
| 15 | Anastasia Tambovtseva | RUS  | 14  | 13  | 15  | 14  | 15  | —   | 16  | 15  | 11  | 888    |
| 16 | Caroline Spahni       | SUI  | —   | —   | —   | 18  | 14  | 8   | 6   | 13  | 10  | 792    |
| 17 | Elfje Willemsen       | BEL  | —   | —   | —   | 16  | 16  | 10  | 12  | 18  | 14  | 656    |
| 18 | Maria Constantinn     | ROU  | —   | —   | —   | 17  | —   | 11  | 18  | 19  | —   | 378    |
| 19 | Ekaterina Kostromina  | RUS  | 16  | 16  | 16  | —   | —   | —   | dnf | —   | 17  | 376    |
| 20 | Eugenia Oana Diaconu  | ROU  | —   | —   | —   | 20  | —   | 12  | 19  | 20  | —   | 338    |

1983/1984 · 
1984/1985 · 
1985/1986 · 
1986/1987 · 
1987/1988 · 
1988/1989 · 
1989/1990 · 
1990/1991 · 
1991/1992 · 
1992/1993 · 
1993/1994 · 
1994/1995 · 
1995/1996 · 
1996/1997 · 
1997/1998 · 
1998/1999 · 
1999/2000 · 
2000/2001 · 
2001/2002 · 
2002/2003 · 
2003/2004 · 
2004/2005 · 
2005/2006 · 
2006/2007 · 
2007/2008 · 
2008/2009 ·
2009/2010 ·
2010/2011 ·
2011/2012 ·
2012/2013 ·
2013/2014 ·
2014/2015 ·
2015/2016 ·
2016/2017 ·
2017/2018 ·
2018/2019 ·
2019/2020 ·
2020/2021 ·
2021/2022 ·
2022/2023 ·
2023/2024 ·
2024/2025
Alpineskiën ·
Biatlon ·
Bobsleeën ·
Freestyleskiën ·
Langlaufen ·
Noordse combinatie ·
Rodelen ·
Schaatsen (junioren) ·
Schansspringen ·
Shorttrack ·
Skeleton ·
Snowboarden